# Карфур
„Карфур“ (на френски: Carrefour, „кръстопът“) е френска верига от магазини за търговия на дребно със седалище в Булон Биянкур.
Основана през 1958 година, днес тя има оборот от около 79 милиарда евро (2017) и 384 хиляди служители и е сред най-големите търговски вериги в света с повече от 12 хиляди магазина на самообслужване в различни страни по света. През 1963 година компанията открива първия хипермаркет в Европа, а днес оперира над 1500 такива магазина.
„Карфур“ започва работа в България през 2009 година чрез франчайзингова компания, съвместно с гръцката „Маринопулос“, която обаче фалира през 2016 година. През ноември 2023 година е обявено, че марката ще поднови работата си на българския пазар, след като гръцкият франчайзър Retail & More купува варненската верига „Паркмарт“.